# Bianor
Bianor (en grec Βιάνωρ) va ser un poeta grec de Bitínia. Va viure sota els emperadors August i Tiberi a la primera meitat del segle i.
Va ser l'autor de vint-i-un epigrames inclosos a l'Antologia grega. Els seus epigrames també van ser inclosos per Filip de Tessalònica a la seva Antologia.